# Erik Pevernagie
Erik Pevernagie nascido em 1939) é um pintor belga que expõe em Paris, Nova York, Berlim, Düsseldorf, Amesterdão , Londres, Bruxelas e Antuérpia.

## Vida
Criado em Bruxelas na singular encruzilhada de duas culturas (latina e germânica), filho e aluno do pintor expressionista Louis Pevernagie (1904-1070). Passou a juventude ao pé do lendário Manneken Pis, símbolo desta cidade bilingue. O artista deixa-se inspirar por um mundo vivo e surrealista, tal como descreveu Michel de Ghelderode.
Depois de aprofundar os seus conhecimentos do património cultural anglo-saxónico e germânico, licencia-se em Filologia Germânica pela Universidade Livre de Bruxelas em 1961. Viaja pelo mundo inteiro, obtém uma pós-graduação pela Universidade de Cambridge, no Reino Unido, e torna-se professor na Universidade Erasmus. Como sempre gostou de comunicação e relações internacionais, o artista funda em 1973 uma associação social e cultural: "Recreative Internacional Centre" (Centro Recreativo Internacional) ou "RIC". Para o efeito adquire dois barcos no porto de Bruxelas: "Ric's River Boat"  e "Ric's Art Boat", o que lhe dá a oportunidade de conhecer personalidades interessantes.

## Obra

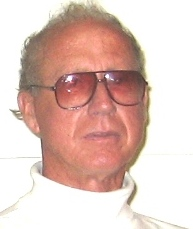
Erik Pevernagie

Erik Pevernagie pretende ser um testemunho do nosso tempo. Observa o mundo e quer transmiti-lo para a tela. Pinta as coisas tal como lhe aparecem no dia-a-dia, mostrando-as tal como ficaram gravadas na sua memória. Representa-as tal como reagem no labirinto da sua imaginação. O artista ilustra como vive as coisas no seu ambiente. Na sua maioria, essas experiências não são transpostas de forma realista. Pelo contrário, o artista recorre a composições lineares e geométricas.
Pevernagie projecta regularmente "flashes" da nossa memória colectiva. Na sua opinião, a arte é vista como uma actividade social. Considera a obra de arte como um elo, uma ligação. Está relacionada com as interacções sociais. Cria emoção. A arte tem consequentemente o poder de estimular o intelecto e a imaginação.
O artista afirma que o seu trabalho se faz a partir de elementos reais, que são retirados da vida quotidiana ou de simples "fait divers". Tradu-los pictoricamente, colocando-os num contexto específico em que recebem conteúdos erróneos. Para Pevernagie, a realidade é um ponto de partida do seu trabalho e não um objectivo. Os elementos factuais são transformados em enigma, escondendo um "hinterland" de interpretações.

## Citações
"Erik Pevernagie é sobretudo conhecido por combinar elementos figurativos com elementos abstractos nas suas obras. Começando com um simples desenho geométrico ou "grafitti", constrói a superfície com materiais como cinzas, areia ou aparas metálicas. " (Doyle Nova York)
"O "Homem" está no coração da sua obra: o homem integrado no seu ambiente natural, por vezes até absorvido por este. Por outro lado, parece negá-lo ao introduzir "grafittis" nos seus quadros, que são o testemunho da solidão do ser humano, da sua alienação no tecido urbano". (Dicionário de Artistas Benezit, Paris)
"Colmatar lacunas entre gerações, extractos sociais e nacionalidades é algo complicado. Contudo, Erik Pevernagie pode ter chegado a uma fórmula viável para diminuir a alienação. " (Internacional Herald Tribune)
"Ao negar qualquer presença física das personagens e deixando simplesmente vestígios das suas vestes, o artista dá-nos uma reprodução do "ground zero" da mente. O seu anti-herói decidiu fazer tábua rasa e livrar-se de todas as alegadas qualidades adquiridas". (Christie's, Nova York, Catálogo)
"A sua mensagem, como um feixe de luz na névoa da condição humana, chama-nos a atenção para o fragmento, ajudando-nos a explorar o universo. O pormenor é escolhido como ponto de partida do conhecimento possível, aprofundando a nossa percepção e consciência. Pevernagie oferece-nos as primeiras peças de um puzzle que temos de montar. Congela o momento como uma palavra-chave que revela a eternidade. A sua abordagem filosófica da "essência" é ainda materializada pela escolha dos parâmetros técnicos: o achatamento da perspectiva, as formas geométricas, a gama cromática restrita, a utilização de elementos materiais como areia, aparas metálicas... de alguma forma lembrando a arte egípcia, uma arte baseada na linguagem dos ícones e dos símbolos, para explorar e explicar o mistérion". (R. Puvia, Londres)
"Artista belga, que combina superfícies geométricas coloridas no seu trabalho com personagens e espaços arquitectónicos. Além disso, utiliza nos seus quadros materiais como areia e aparas metálicas, que dão texturas especiais à superfície e que parecem fazer submergir entidades diferentes de um subtil colorido mitigado através da reflexão da luz. " (Ketterer, Hamburgo)
"O ser humano que está presente em todo o seu trabalho é reduzido a uma porção congruente. Algumas feições pálidas, os corpos combinam-se com a tela deixando espaço para os acessórios, destacados pelo artista de uma forma mais figurativa. Os materiais são omnipresentes nas pinturas de Erik Pevernagie e dão ao seu trabalho toda a intensidade das mensagens que tenta transmitir. Metal, alumínio, areia. A aspereza das suas telas está em perfeita sintonia com o desaparecer das linhas e ângulos acentuados das suas pinturas." (M. Ladaveze, Bruxelas)